# Vortice polare

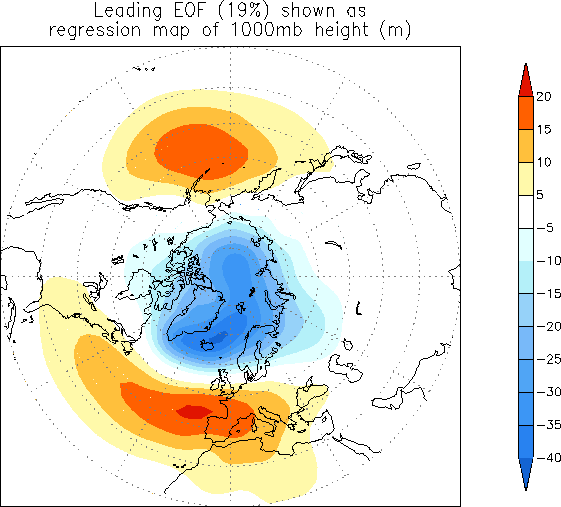

In meteorologia il vortice polare (detto anche vortice artico) è un'area di bassa pressione che staziona in quota in modo semi-permanente sopra il polo nord. Diversi meteorologi di formazione meteodinamica considerano il vortice polare né più né meno che il flusso zonale medio alle alte latitudini che scorrendo intorno alla Terra darebbe luogo a un vortice (isobare chiuse, approssimativamente circolari e concentriche) se visto da sopra il polo. Fino agli anni settanta il concetto di vortice polare era sostituito da quello più semplice e generico di fronte polare, la superficie ideale di separazione tra l'aria artica e quella più temperata delle medie latitudini, di eredità della scuola meteorologica norvegese.
Analoga struttura è presente nel continente antartico ovvero un vortice sopra il polo sud (col nome di vortice antartico).

## Descrizione
Il vortice polare può essere visto come un pattern circolatorio di natura stabile semi-permanente; esso è sempre presente a meno di eventi temporanei che ne pregiudicano l'esistenza (ad esempio lo sviluppo di lobi che lo portano a frantumarsi verso le medie latitudini). Il vortice è una figura barica su larga scala presente nella stagione invernale: si irrobustisce/estende in autunno e si restringe/colma a partire dalla primavera (in estate è praticamente assente in quanto la sua genesi autunnale è dovuta al raffreddamento delle zone artiche circostanti). 
La zona di bassa pressione può essere schematizzata come una grande trottola in quota con moto circolatorio in senso antiorario, centrata sulla verticale del polo nord. Invece, nella troposfera il regime barico è di prevalente alta pressione. Maggiore è la velocità di rotazione più intenso è il vortice (in termini di valori di bassa pressione e quindi velocità e intensità dei venti in quota) e minore è la probabilità di irruzioni polari verso le medie latitudini. A volte il vortice stratosferico si approfondisce verso il basso innescando un vortice troposferico e le due figure bariche possono alimentarsi a vicenda.
Dalla primavera all'autunno il vortice polare stratosferico è sostituito dall'anticiclone polare estivo e la circolazione delle correnti cambia di direzione, ponendosi da est verso ovest. La causa è l'apporto radiativo del sole. Nella troposfera il profilo barico è condizionato dall'esistenza dell'anticiclone nelle zone alte dell'atmosfera ma il suo andamento è dinamico, non stabile (solitamente è presente una blanda bassa pressione alternata a regime barico di alta). Dopo la pausa estiva, tra la fine di agosto e l'inizio di settembre, i venti orientali in quota (altezza a circa 10 hpa) cambiano verso, segno della ripresa delle correnti occidentali in stratosfera.
La dinamica del vortice polare è prevista con buona approssimazione dai modelli fisico-matematici meteorologici entro un range temporale di circa 15 giorni.

### Legami con teleconnessioni
Una misura dell'intensità del vortice polare è data dall'Oscillazione artica (in inglese Arctic oscillation, abbreviato AO) che a sua volta ha legami stretti con l'Oscillazione Nord Atlantica (in inglese North Atlantic Oscillation, abbreviato NAO) posizionata sull'Atlantico settentrionale e indicante le oscillazioni di pressione tra Islanda e Azzorre, quindi tra fasce di circolazione atmosferica a temperature e umidità diverse, e la Pacific/North America (PNA) posizionata sull'oceano Pacifico settentrionale e con significato analogo alla NAO.

### Influenza sul tempo meteorologico
L'area depressionaria condiziona su larga scala, con i suoi spostamenti variabili nel tempo e nello spazio, la situazione meteorologica dell'emisfero boreale, grazie all'interazione a distanza con gli anticicloni subtropicali; la rotazione della Terra in senso antiorario alimenta la corrente a getto delle medie latitudini deviando i conseguenti scambi di masse d'aria di diversa temperatura che altrimenti si svolgerebbero unicamente lungo la direttrice meridiana nord-sud.
Un vortice polare forte causa, nelle medie latitudini, un flusso zonale teso (in pratica e in parole povere: scarsità di perturbazioni organizzate).
Estensione e profondità dell'area depressionaria del vortice polare sono variabili nel tempo, potendo approfondirsi ed espandersi verso sud, specie nel periodo invernale, andando così a influenzare profondamente le condizioni meteorologiche della parte settentrionale del continente europeo, asiatico o americano, in base alla zona di espansione a sud.
Nell'emisfero australe la ciclogenesi risulterebbe più semplice in quanto il vortice antartico dovrebbe avere una forma circumpolare più regolare e meno soggetta a variazioni.

### Fusione con la Depressione d'Islanda
Talvolta, il vortice polare può fondersi con la Depressione d'Islanda in un unico e vasto vortice di bassa pressione, andando a costituire il centro motore delle perturbazioni che dal nord Atlantico si dirigono verso l'Europa.
Tale configurazione, più probabile nel semestre caldo, determina un continuo susseguirsi di perturbazioni che attraversano in modo sistematico da ovest a est i paesi dell'Europa settentrionale, scendendo più sporadicamente verso sud fino a lambire i Pirenei e le Alpi, per poi dirigersi verso la penisola balcanica.

## Riscaldamento stratosferico
Più raramente, il fenomeno del riscaldamento stratosferico può determinare un intenso riscaldamento a livello della stratosfera proprio in corrispondenza del polo, per cui gli intensi venti in quota invertono la direzione rotatoria, andando a "fratturare" (split) il vortice polare in due o più lobi secondari che scendono di latitudine, sostituendolo con un'area di alta pressione nella medesima posizione, con temperature al suolo superiori alla media. Nella stagione invernale, tale fenomeno determina rapide discese di aria gelida verso il continente europeo, verso quello asiatico, oppure verso il Canada e gli Stati Uniti (in base al flusso zonale che si instaura) che possono provocare intense e abbondanti nevicate, anche persistenti per più giorni, nelle aree attorno alla zona di bassa pressione che si forma generalmente all'estremità meridionale raggiunta dal fronte freddo polare: tale configurazione è stata all'origine delle più intense ondate di gelo che hanno investito l'intera Europa (Italia compresa) nel 1929, nel 1963 e nel 1985. Al termine del forte riscaldamento, le correnti del vortice (ad una altezza di 10 hPa) cambiano direzione: ruotano non più da ovest verso est (che è la situazione ordinaria) ma da est verso ovest (ovviamente prima c'è una fase di quiete in corrispondenza dell'inversione del verso del moto).
Quando lo stratwarming è di tipo maggiore spesso il riscaldamento è trasmesso anche alla troposfera (accoppiamento), unitamente all'inversione circolatoria dei venti. Tale situazione è però temporanea e reversibile e il vortice polare può ricomporsi dopo 15/20 giorni.
Alla fine del febbraio 2018 è avvenuto il riscaldamento stratosferico (al termine del ciclo di forte surriscaldamento della stratosfera che si è poi propagato anche alla troposfera), con completa frantumazione del vortice polare di cui un lobo è colato in Siberia e da qui, sotto forma di burian, si è propagato in tutta Europa, Italia compresa. Mentre nel continente le temperature sono repentinamente scese di decine di gradi, nel circolo polare artico, a causa dell'anticiclone caldo che ha espulso il vortice polare, le temperature erano addirittura sopra gli 0 °C. A distanza di circa dieci giorni il vortice ha ripreso lentamente a formarsi sopra il polo.